# Экологические зелёные

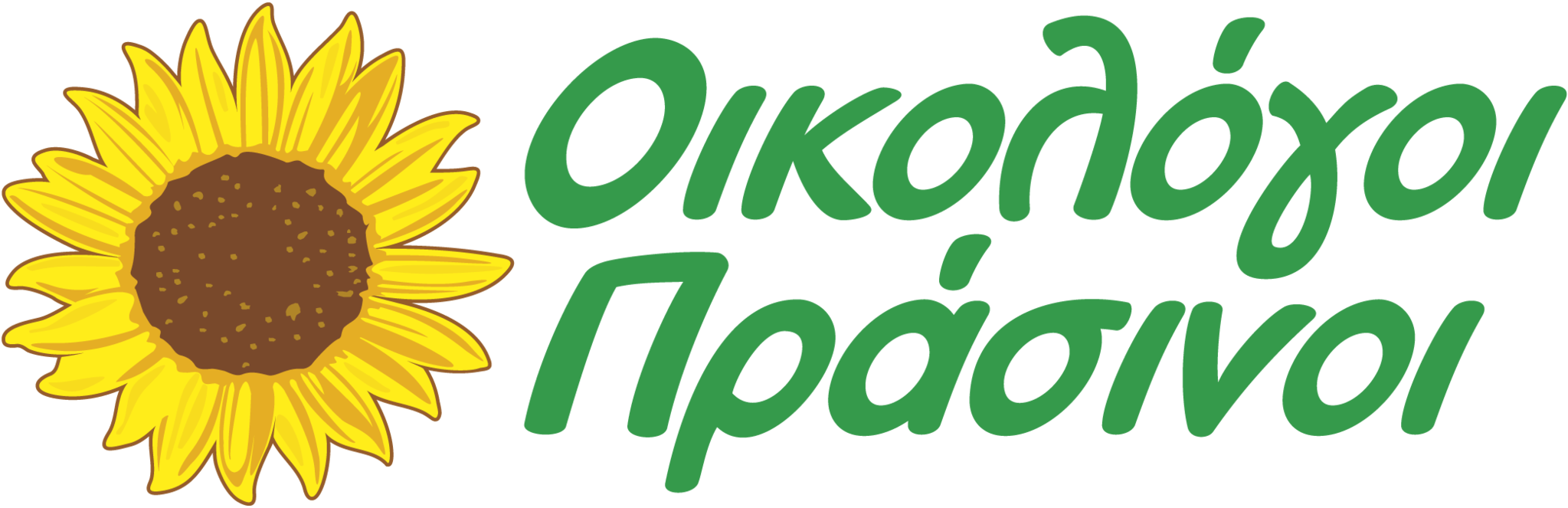
Старый логотип партии «Экологические зелёные» до 2019 года

Экологические зелёные (греч. Οικολόγοι Πράσινοι) — экологистская партия в Греции. Создана в 2002 году. 
Самостоятельно участвовала в выборах в греческий парламент с 2007 по 2012 год. На выборах 2015 года поддержала призыв Коалиции радикальных левых (СИРИЗА) к единому фронту левых против политики жёсткой экономии; по спискам СИРИЗА прошёл один депутат от партии. В соответствии с коалиционным соглашением с СИРИЗА партия участвует в формировании правительства Греции. 
В 2009 году набирала 4,8 % голосов на выборах в Европарламент и получила одно место в Европарламенте.